# Didier Donfut
Didier Donfut (* 25. Oktober 1956 in Mons) ist ein belgischer Politiker der Parti Socialiste (PS). Er war Staatssekretär und Minister in der Föderalregierung und wallonischer Minister für Gesundheit und Soziales. Im Frühjahr 2009 geriet Donfut in die Kritik, da er neben seinen Aufgaben als Minister gleichzeitig als externer Berater für eine Interkommunale tätig war und von dort Honorare bezog. Kurz vor den Regionalwahlen 2009 trat er von seinem Ministeramt zurück. Auf lokaler Ebene war er langjähriger Bürgermeister von Frameries.

## Leben
Didier Donfut, von Beruf Handelsingenieur, machte 1982 seine ersten Schritte in der Politik als Mitglied des ÖSHZ-Rates in Frameries. Daraufhin wurde er zuerst Gemeinderatsmitglied, Schöffe und dann im Jahr 1992 Bürgermeister. Gleichzeitig war auch Mitglied der Abgeordnetenkammer und später des Wallonischen Parlaments. In der Verhofstadt II unter Guy Verhofstadt wurde er zunächst zum Staatssekretär für europäische Angelegenheiten ernannt, und später – nachdem Rudy Demotte zur Wallonischen Region gewechselt war – Minister für Gesundheit und Soziales. Danach wechselte er in die Wallonische Regierung, wo er Paul Magnette vertrat.
Dort löste Donfut im Jahr 2009 einen Skandal aus, indem er neben seiner Ministertätigkeit in der Interkommunalen IGH, die sich um die Gasverteilung in Hennegau kümmert, im Rahmen seiner Consulting-Firma IDEE als externer Berater ein jährliches Honorar von 143.000 EUR bezog. Es folgte kurz vor den Regionalwahlen 2009 im südlichen Landesteil Belgiens eine heftige Debatte über die Ethik in der Politik und über sogenannte Interessenkonflikte, die ein Minister zu vermeiden habe. Schließlich war der Druck so groß geworden, dass Donfut am 12. März 2009 von seinem Ministeramt zurücktrat.
Donfut geriet jedoch kurz nach den Wahlen erneut in die Schlagzeilen, indem er sich noch im selben Jahr von der PS-Mehrheit im Rat der IGH-Interkommunalen, in der er zuvor als Berater tätig war, zum Präsidenten derselben wählen ließ.
Im Jahr 2012 kündigte Didier Donfut an, dass er sich definitiv aus der Gemeindepolitik zurückziehen würde.

## Übersicht der politischen Ämter
- 1988–2012: Mitglied des Gemeinderats in Frameries
- 1989–1991: Mitglied der föderalen Abgeordnetenkammer
- 1990–1992: Schöffe in Frameries
- 1992–2009: Bürgermeister von Frameries (teilweise verhindert)
- 1995–2009: Mitglied des Wallonischen Parlaments (teilweise verhindert)
- 2004–2007: Föderaler Staatssekretär für Europäische Angelegenheiten in der Regierung Verhofstadt II
- 2007: Föderaler Minister für soziale Angelegenheiten und öffentliches Gesundheitswesen in der Regierung Verhofstadt II
- 2008–2009: Minister der Wallonischen Region für Soziales, Gesundheit und Chancengleichheit